# Partit del Progrés Democràtic
El Partit del Progrés Democràtic (serbi Партија демократског прогреса РС, Partija Demokratskog Progresa RS) és un partit polític serbi de Bòsnia i Hercegovina. Fou fundat el 1999 i és membre observador del Partit Popular Europeu i de la Unió Internacional Demòcrata.
A les eleccions generals de Bòsnia i Hercegovina de 2002, el partit va obtenir el 4,6% dels vots i 2 dels 42 escons a la Cambra de Representants de Bòsnia i Hercegovina i 9 de 83 a l'Assemblea Nacional de la República Sèrbia. A les eleccions generals de Bòsnia i Hercegovina de 2006, el partit va obtenir el 5,08% dels vots i 1 dels 42 escons a la Cambra de Representants de Bòsnia i Hercegovina i 8 de 83 a l'Assemblea Nacional de la República Sèrbia.